# Erica keetii
Erica keetii är en ljungväxtart som beskrevs av Harriet Margaret Louisa Bolus. Erica keetii ingår i släktet klockljungssläktet, och familjen ljungväxter. Inga underarter finns listade i Catalogue of Life.